# Selección femenina de fútbol sub-17 de los Estados Unidos
La selección femenina de fútbol sub-17 de Estados Unidos (en inglés: United States women's national under-17 soccer team) es el equipo representativo de Estados Unidos en las competiciones oficiales. Su organización está a cargo de la Federación de Fútbol de los Estados Unidos, miembro de la Concacaf y la FIFA.

## Estadísticas

### Copa Mundial Sub-17
| Edición                   | Resultado        | Posición        | PJ              | PG              | PE              | PP              | GF              | GC              |
| ------------------------- | ---------------- | --------------- | --------------- | --------------- | --------------- | --------------- | --------------- | --------------- |
| Nueva Zelanda 2008        | Final            | 2º              | 6               | 3               | 1               | 2               | 13              | 10              |
| Trinidad y Tobago 2010    | No se clasificó  | No se clasificó | No se clasificó | No se clasificó | No se clasificó | No se clasificó | No se clasificó | No se clasificó |
| Azerbaiyán 2012           | Fase de grupos   | 9º              | 3               | 1               | 2               | 0               | 7               | 1               |
| Costa Rica 2014           | No se clasificó  | No se clasificó | No se clasificó | No se clasificó | No se clasificó | No se clasificó | No se clasificó | No se clasificó |
| Jordania 2016             | Fase de grupos   | 10º             | 3               | 1               | 0               | 2               | 9               | 6               |
| Uruguay 2018              | Fase de grupos   | 11º             | 3               | 1               | 0               | 2               | 3               | 7               |
| India 2022                | Cuartos de final | -               | 4               | 2               | 2               | 0               | 14              | 2               |
| Republica Dominicana 2024 | Tercer lugar     | 3º              | 6               | 4               | 0               | 2               | 13              | 4               |

### Campeonato Sub-17 de la Concacaf
| Edición                         | Resultado | Posición | PJ | PG | PE | PP | GF | GC |
| ------------------------------- | --------- | -------- | -- | -- | -- | -- | -- | -- |
| Trinidad y Tobago 2008          | Final     | 1º       | 5  | 5  | 0  | 0  | 29 | 2  |
| Costa Rica 2010                 | Semifinal | 3º       | 5  | 4  | 1  | 0  | 38 | 0  |
| Guatemala 2012                  | Final     | 1º       | 5  | 5  | 0  | 0  | 26 | 0  |
| Jamaica 2013                    | Semifinal | 3º       | 5  | 4  | 1  | 0  | 26 | 1  |
| Granada 2016                    | Final     | 1º       | 5  | 5  | 0  | 0  | 18 | 2  |
| Estados Unidos y Nicaragua 2018 | Final     | 1º       | 5  | 5  | 0  | 0  | 21 | 5  |
| República Dominicana 2022       | Final     | 1º       | 7  | 7  | 0  | 0  | 58 | 1  |

## Jugadoras

### Última convocatoria
Las siguientes jugadoras fueron convocadas para disputar amistosos ante su par de Inglaterra el 6 de febrero de 2023.

## Palmarés
- Campeonato Femenino Sub-17 de la Concacaf (5): 2008, 2012, 2016, 2018, 2022.